# Glavantsi
Glavantsi, também grafada como Glavanci e Glavantzi (Главанци no alfabeto cirílico), é uma aldeia do município de Tervel, na província de Dobrich, no nordeste da Bulgária. 
Em 2007, possuía uma população de 134 habitantes e uma área de 20,864 km², localizando-se a 350 quilômetros de Sófia, capital da Bulgária. Encontra-se na faixa de 200 a 300 metros acima do nível do mar e possui uma densidade populacional de 6,42 habitantes por quilômetro quadrado.